# Tokaj-Hegyalja
Tokaj-Hegyalja é uma região vinícola histórica localizada a nordeste da Hungria, no condado de Borsod-Abaúj-Zemplén. Tokaj  junto com a Região Vinhateira do Alto Douro e a Paisagem da Cultura da Vinha da Ilha do Pico em Portugal, são as únicas regiões vinícolas do mundo que foram declaradas Patrimônio Mundial da UNESCO. Sua capital é a cidade de Tokaj.
A região compreende 28 localidades e 7.000 hectares de vinhedos. O vinho Tokaji, que se produz na região, é único no mundo, por sua variedade aszú, que é a mais antiga de vinho botritizado, cuja origem data ao Século XVII.